# Яшники (Миргородський район)
Яшники — село в Україні, у Лохвицькій міській громаді Миргородського району Полтавської області. Населення становить 243 осіб. До 2020 року орган місцевого самоврядування — Свиридівська сільська рада.

## Географія
Село Яшники розташоване на правому березі річки Сула, вище за течією на відстані 3 км розташоване село Лука, нижче за течією на відстані 3 км розташоване місто Лохвиця, на протилежному березі — село Гиряві Ісківці. Річка в цьому місці звивиста, утворює лимани, стариці та заболочені озера.

## Історія
Село засноване 1722 року.
12 червня 2020 року, відповідно до розпорядження Кабінету Міністрів України № 721-р «Про визначення адміністративних центрів та затвердження територій територіальних громад Полтавської області», село увійшло до складу Лохвицької міської громади.
19 липня 2020 року, в результаті адміністративно - територіальної реформи та ліквідації Лохвицького району, село увійшло до складу новоутвореного Миргородського району Полтавської області.

## Особистості
- Дяченко Амос Андрійович (1814—1852) — український математик.
- Дяченко Микита Андрійович (1809—1877) — український математик.